# 뉴질랜드계 오스트레일리아인

뉴질랜드계 오스트레일리아인은 뉴질랜드에 뿌리를 둔 오스트레일리아 시민뿐만 아니라 오스트레일리아에 거주하는 뉴질랜드 이주민 및 국외 거주자를 지칭한다. 오스트레일리아와 뉴질랜드의 근접성, 오스트레일리아의 더 큰 경제 규모, 자유 이동 협정 및 양국 간 문화적 유대감을 고려할 때, 뉴질랜드에서 오스트레일리아로의 이주는 흔한 현상이다.

## 역사

### 20세기
1920년대 이래로 다양한 협정을 통해 오스트레일리아와 뉴질랜드 간의 자유로운 인적 이동이 있었다. 1973년부터는 트랜스태즈먼 여행 합의로 인해 한 국가의 시민이 다른 국가로 자유롭게 이동할 수 있게 되었다. 이러한 여행 특권의 주요 예외는 미결 영장이나 범죄 기록이 있는 개인에 해당한다.
오스트레일리아의 뉴질랜드인들은 이전에는 도착과 동시에 영주권을 부여받았으며, 모든 영주권자와 마찬가지로 오스트레일리아 사회 보장 시스템을 이용할 수 있었다. 1986년 호크 노동당 정부는 뉴질랜드인이 사회 보장 혜택을 받기 위해 도착 후 6개월을 기다려야 하는 규정을 도입했다.

### 특별 비자
1994년 키팅 노동당 정부는 뉴질랜드 시민을 위한 특별 비자를 도입했는데, 여기에는 SCV(Special Category Visa) 소지자가 오스트레일리아 시민이 되지 않으면 고등 교육을 위한 HECS 수수료 지원 및 Austudy 지급을 거부하는 내용이 포함되었다. 이민 제한 강화에도 불구하고 뉴질랜드에서 오스트레일리아로의 순이민은 계속되었다.
1998년 하워드 정부는 일반 복지 수당의 대기 기간을 2년으로 늘렸는데, 이는 오스트레일리아의 모든 영주권자에게 적용되는 표준 대기 기간이다. 이러한 변경 중에도 뉴질랜드 시민은 오스트레일리아 도착 시 영주권자 자격을 유지했으며, 모든 영주권자와 동일한 기본 권리와 시민권 획득 경로를 가졌다는 점에 유의해야 한다.

### 2001년 이민법 변경

2011년 인구조사 기준, 뉴질랜드 혈통을 가진 오스트레일리아 인구의 통계적 지역별 백분율

2001년 가족 및 지역사회 서비스 법률 개정(뉴질랜드 시민) 법안 2001에 의해 규정이 크게 변경되었는데, 이 법안은 2001년 2월 26일 이후 오스트레일리아에 도착한 뉴질랜드인들을 비보호 특별 비자 소지자로 분류한다. 이로 인해 이들은 많은 사회 보장 혜택을 받을 자격이 없어진다. 해당 뉴질랜드인들은 오스트레일리아에 무기한 체류할 수 있지만, 어떤 시민권(정부 선거에서 투표할 수 없음)이나 시민권 획득 경로도 없다. 오스트레일리아에 거주하는 뉴질랜드인의 47%에 해당하는 175,000명 이상이 이 법의 영향을 받는 것으로 추정되며, 이 법은 운동가들에 의해 "차별적"이라고 비난받았다.
2011년, 일련의 차별 금지 소송은 영주권 접근을 제한한 2001년 하워드 정부 법률에 따라 뉴질랜드 시민에 대한 사회 보장 혜택 거부 결정을 뒤집었다. 뉴질랜드에 가서 사는 오스트레일리아 시민들은 계속해서 사회 보장 혜택을 누리며 뉴질랜드에서 영주권자로 대우받는다.
2011년 6월, 오스트레일리아 총리 줄리아 길라드와 뉴질랜드 총리 존 키는 이 문제를 논의했으며, 오스트레일리아는 2001년 규정 변경 이후 꼼짝 못 하는 상태에 있는 10만 명에 달하는 뉴질랜드인들의 거주 요건 완화를 검토하는 것으로 보도되었다. 뉴질랜드에서는 오스트레일리아로의 브레인 드레인이 있다는 불만이 제기되었다.

### 제501조 인성 심사와 후속 조치
2014년, 오스트레일리아 정부는 이민법을 개정하여 비시민권자의 오스트레일리아 비자를 인성 사유로 취소할 수 있도록 허용했는데, 여기에는 12개월 이상 징역형을 선고받은 경우도 포함되었다. 강화된 인성 요건은 생애 대부분을 오스트레일리아에서 거주한 비시민권자도 대상으로 한다. 2018년 7월까지 약 1,300명의 뉴질랜드인이 인성 사유로 오스트레일리아에서 추방되었다. 인성 사유로 추방된 오스트레일리아 거주 뉴질랜드인의 60% 이상이 마오리족과 파시피카 혈통이었다. 오스트레일리아 관계자들은 강화된 추방 조치를 옹호했지만, 뉴질랜드 관계자들은 이러한 조치가 양국 간의 역사적인 "동료 의식"을 손상시킬 것이라고 경고했다.
2016년 2월, 오스트레일리아 총리 맬컴 턴불과 뉴질랜드 총리 존 키는 오스트레일리아에 거주하며 평균 임금의 5배 이상을 버는 뉴질랜드인들에게 오스트레일리아 시민권 획득 경로를 부여하는 합의에 도달했다. 2017년 7월, 오스트레일리아 정부는 오스트레일리아에 거주하는 뉴질랜드인들의 오스트레일리아 시민권 귀화 절차를 가속화하기 위해 "기술 독립 비자(하위 분류 189)"를 도입했다. 이 비자에 따라 오스트레일리아에서 최소 5년 이상 거주하며 연간 소득이 A$53,900 이상인 뉴질랜드인은 오스트레일리아 시민권을 신청할 수 있다. 6만 명에서 8만 명의 뉴질랜드인이 기술 독립 비자 자격이 있다. 오스트레일리아 방송 협회(ABC)에 따르면, 2018년 2월 말까지 1,512개의 기술 독립 비자가 발급되었고 7,500개의 비자가 여전히 처리 중이었다. 이 비자 제도는 오스트레일리아에 거주하는 뉴질랜드인의 3분의 2가 자격 임금을 충족하지 못했기 때문에 "오즈키위 로비"로부터 비판을 받았다.
2018년 7월 중순, ABC는 오스트레일리아의 이민 "인성 심사"에 따른 뉴질랜드 국민의 가속화된 추방을 다룬 논란의 다큐멘터리 "Don't call Australia Home"을 방영했다. ABC 게스트 진행자 피터 피츠시몬스는 추방되어 뉴질랜드로 재정착한 뉴질랜드인 세 명을 인터뷰했다. 이 다큐멘터리에는 뉴질랜드의 법무부 장관 앤드루 리틀이 출연하여 인권 침해를 이유로 높은 추방률을 비판했다. ABC 다큐멘터리와 리틀의 발언은 내무부 장관 피터 더턴과 내무부 차관 알렉스 호크를 포함한 여러 오스트레일리아 관계자들의 비판을 불러일으켰고, 이들은 법과 질서의 근거로 오스트레일리아의 이민 정책을 옹호했다.
특별 비자로 오스트레일리아에서 거주, 학업 및 근무하던 많은 뉴질랜드인들은 코로나19 범유행으로 인해 큰 영향을 받았다. 많은 이들이 센터링크 지급을 받을 수 없었다. 2020년 3월 30일, 오스트레일리아 총리 스콧 모리슨은 뉴질랜드 총리 저신다 아던과의 협상 후 특별 비자 소지자들이 어려움 지원으로 격주로 A$1,500를 받을 자격이 있을 것이라고 발표했다.
2022년 7월 6일, 오스트레일리아 총리 앤서니 앨버니지는 해당 뉴질랜드 특별 비자 소지자들이 2022년 뉴사우스웨일스 홍수에 대한 홍수 구호 지원을 받을 자격이 있음을 확인했다. 이 홍수 구호 지원은 성인에게 A$10,000, 어린이에게 A$4,000의 일회성 소득 심사 지급으로 구성된다. 뉴질랜드 총리 아던은 이러한 진전을 오스트레일리아-뉴질랜드 양국 관계에서 긍정적인 복지 단계로 환영했다.

### 시민권 경로
2022년 7월 8일, 앨버니지는 오스트레일리아에 거주하는 뉴질랜드 시민을 위한 투표권 확대 및 시민권 경로를 확정했다. 또한 그는 앨버니지 정부가 개인의 오스트레일리아와의 장기적 유대 관계를 고려하여 제501조 추방 정책을 "조정"할 것이라고 밝혔다.
2023년 4월 22일, 오스트레일리아 총리 앤서니 앨버니지, 내무부 장관 클레어 오닐, 이민부 장관 앤드루 자일스는 특별 비자 소지자를 위한 새로운 오스트레일리아 시민권 직접 경로를 발표했다. 2023년 7월 1일부터 SCV 소지자들은 오스트레일리아에서 4년간 거주하고 다른 거주 요건을 충족하면 영주권을 먼저 신청할 필요 없이 오스트레일리아 시민권을 직접 신청할 수 있게 된다. 또한 2023년 7월 1일부터 오스트레일리아에서 뉴질랜드인 부모에게서 태어난 자녀는 자동으로 뉴질랜드 시민권 자격을 얻게 된다. 이 발표는 뉴질랜드 총리 크리스 힙킨스와 오즈 키위 의장 조안 콕스에게 환영받았는데, 뉴질랜드인의 오스트레일리아 시민권 및 사회 보장 접근성을 개선하고 뉴질랜드인의 추방을 잠재적으로 줄일 수 있기 때문이었다.
2023년 8월 15일까지 오스트레일리아에 거주하는 15,000명 이상의 뉴질랜드인이 새로운 기준에 따라 오스트레일리아 시민권을 신청했으며, 출판 시점에 500명이 오스트레일리아 시민권 시험을 통과했다. 가디언에 따르면, 2023년 7월 1일 이후 오스트레일리아 시민권 신청자의 절반이 뉴질랜드 시민이었다. 신청자의 35%는 퀸즐랜드주, 30%는 빅토리아주, 20%는 뉴사우스웨일스주 출신이었다.

## 인구 통계
2001년까지 오스트레일리아에 거주하는 뉴질랜드인은 뉴질랜드에 거주하는 오스트레일리아인보다 8배 더 많았다. 이러한 뉴질랜드인 중 상당수는 마오리계 오스트레일리아인과 파시피카 뉴질랜드인을 포함한다. 뉴질랜드 태생의 사람들은 계속해서 오스트레일리아 이민의 두 번째로 큰 원천이며, 2005-06년에 전체 영구 이민의 11%를 차지했고 2006년 6월에는 오스트레일리아 인구의 2.3%를 차지했다. 오스트레일리아인들은 뉴질랜드 인구에서 비슷한 비율을 차지한다.
2011년 인구조사에 따르면, 오스트레일리아에는 뉴질랜드 혈통을 가진 사람이 187,212명이었고, 인구조사 당시 뉴질랜드 태생 거주자는 483,398명으로 2006년 인구조사에 비해 24.1% 증가했다. 오스트레일리아에서 가장 큰 뉴질랜드 태생 공동체는 퀸즐랜드주에 있었으며, 192,037명이었다.
2013년에는 약 65만 명의 뉴질랜드 시민이 오스트레일리아에 거주했으며, 이는 뉴질랜드 인구의 약 15%에 해당했다.

## 지리적 분포

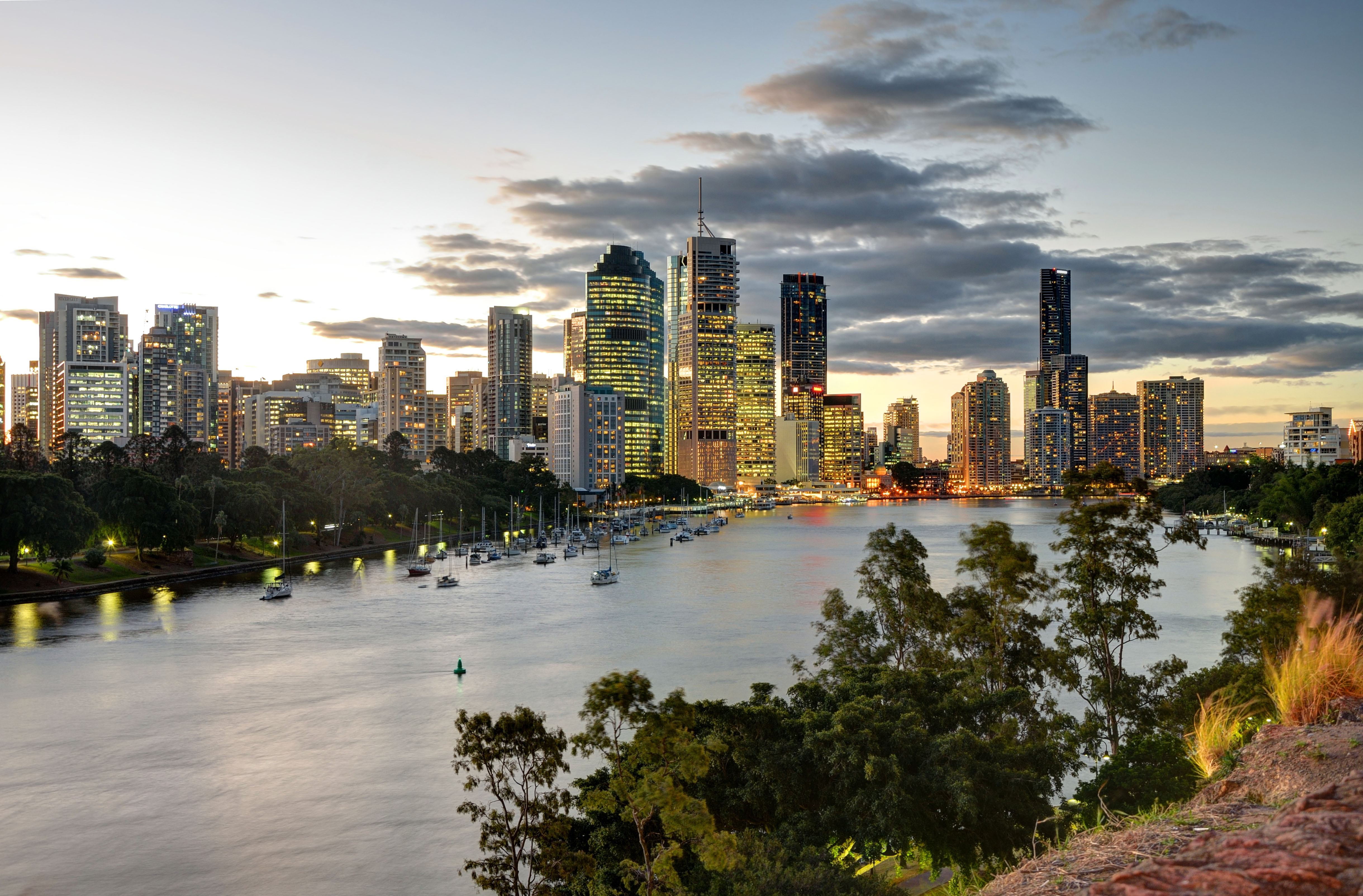
2011년 기준, 퀸즐랜드주의 주도이자 가장 인구가 많은 도시인 브리즈번에는 99,285명의 뉴질랜드 태생 인구가 거주하고 있었다.

오스트레일리아의 뉴질랜드 태생 인구는 다른 어떤 주보다 퀸즐랜드주에 집중되어 있었으며, 퀸즐랜드주의 절반 이상이 브리즈번 시에 거주하고 있었다. 뉴사우스웨일스주는 두 번째로 큰 뉴질랜드 태생 인구를 보유하고 있었으며 114,231명 중 81,064명이 가장 큰 도시인 시드니에 위치했다. 세 번째로 큰 인구는 빅토리아주에서 발견되었으며 80,235명이었다. 웨스턴오스트레일리아주는 네 번째로 큰 인구를 보유하고 있었으며 70,735명 중 33,751명이 퍼스 시에 위치했다.

## 사회경제
뉴질랜드 시민은 오스트레일리아 태생(78.0%)에 비해 높은 노동력 참여율(2012년 7월 기준 78.2%)을 보인다. 오스트레일리아에 거주하는 뉴질랜드인들은 또한 오스트레일리아 태생(주당 45.6시간)이나 일반 이민자(주당 44.7시간)보다 주당 근무 시간이 더 길기 때문에(주당 51.8시간) 오스트레일리아 태생($597)이나 일반 이민자($538)보다 주간 평균 소득($760)이 더 높다.

## 문화적 배경
뉴질랜드는 다문화 국가이자 다민족 사회이다. 이 때문에 뉴질랜드인들은 다양하고 다른 민족적 배경을 가지고 있다. 그러나 오스트레일리아와 뉴질랜드 모두에서 뉴질랜드인의 대다수는 유럽 혈통의 뉴질랜드인이며, 주로 영국계 혈통이다. 2011년 인구조사에서 오스트레일리아에 거주하는 뉴질랜드 태생 인구 대부분은 잉글랜드 혈통(222,956명)이라고 보고했으며, 그 다음으로 뉴질랜드인(86,724명), 스코틀랜드인(83,156명), 마오리족(82,577명) 혈통 순이었다.

## 언어
오스트레일리아에 거주하는 뉴질랜드 태생 사람들이 주로 사용하는 언어는 영어(440,649명), 사모아어(11,931명), 마오리어(8,067명)였다.

## 같이 보기
- 오스트레일리아-뉴질랜드 관계
- 오스트레일리아계 뉴질랜드인
- 오세아니아의 유럽인
- 뉴질랜드 국외 거주자 당
- 오스트레일리아 이민
- 마오리계 오스트레일리아인